# Épidémie de variole de 1972 en Yougoslavie
L'épidémie de variole de 1972 en Yougoslavie a été la dernière grande épidémie de variole en Europe, centrée au Kosovo et à Belgrade (qui faisaient alors partie de la république fédérative socialiste de Yougoslavie). Liée à une épidémie du Moyen-Orient, elle a fait 175 cas, tuant 35 personnes. L'épidémie a été efficacement contenue par une quarantaine obligatoire et la vaccination de masse. Le film yougoslave de 1982 Variola vera est basé sur cet événement.

## Contexte
En 1972, la variole était considérée comme éradiquée en Europe. La population de la Yougoslavie (20,8 millions d'habitants en 1972) est régulièrement vaccinée depuis 50 ans et le dernier cas a été signalé en 1930. Cette situation explique le manque de réaction des médecins qui n'ont pas reconnu immédiatement la maladie.
Depuis deux ans, une épidémie de variole sévissait au Moyen-Orient, en provenance d'Afghanistan où la variole était endémique. En octobre 1970, une famille afghane de 6 personnes, s'était rendue en pèlerinage en Iran à la ville sainte de Mechhed, où se déclenche une épidémie de variole qui s'étend en Syrie et en Irak, pour durer jusqu'en septembre 1972.
En Iran, cette épidémie de 1970-72 touche plusieurs milliers de personnes, dont 1349 cas confirmés en laboratoire. Cependant les autorités du pays ne déclareront que 31 cas. En Syrie, 54 cas dont 2 décès sont rapportés. En Irak, sur la même période, les autorités signalent 37 cas et trois décès survenus à Bagdad et en province, mais l'expert de l'Organisation mondiale de la santé (OMS) enquêtant sur place estime le nombre total des cas à 800 au minimum.

## Origine
Le 1er janvier 1972, un autobus transportant 25 musulmans quitte le Kosovo pour se rendre au pèlerinage de la Mecque. Lors du voyage de retour, les pèlerins s'arrêtent pour quelques jours à Bagdad pour visiter les sites religieux des environs. Ils quittent Bagdad le 6 février 1972. 
Le cas index est un membre de la secte ésotérique des Bektachi , Ibrahim Hoti, âgé de 38 ans, du village de Danjane (750 habitants) près de Đakovica, au Kosovo. Rentré chez lui le 15 février, il souffre le lendemain de fatigue, courbatures et fièvre qu'il attribue au long trajet en bus. Il reconnaît avoir eu la fièvre pendant quelques jours, mais il nie avoir présenté une éruption. Un mois plus tard aucune lésion cutanée ne sera retrouvée, pas plus que la cicatrice d'une vaccination effectuée le 5 décembre 1971. Aucune autre personne de l'autobus n'a présenté de variole. 

## Épidémie au Kosovo
Entre le 1er et le 7 mars, 11 cas de variole surviennent dans l'entourage direct du patient zéro, dont 9 au Kosovo. Aucun de ces cas de première génération n'a été reconnu comme cas de variole. Le 14 mars, la variole est reconnue par un médecin hospitalier et signalée aux autorités de santé. 4 nouveaux cas de variole sont alors hospitalisés à Dakovica le même jour.

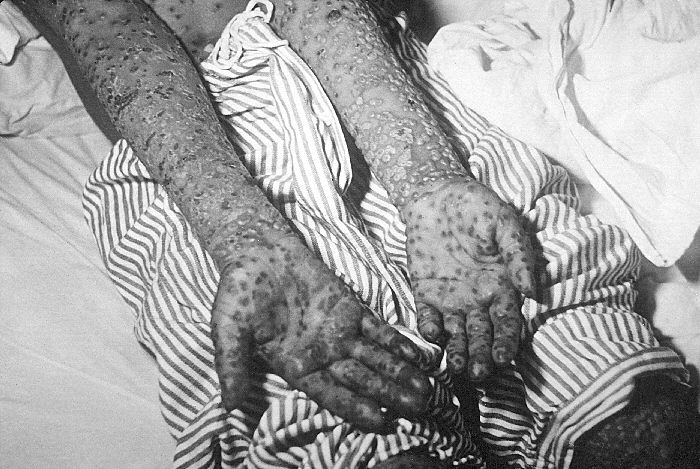
Cas de variole au Kossovo, mars 1972.

Le 17 mars, les autorités fédérales signalent 8 cas suspects de variole à l'OMS. L'institut de virologie de Belgrade confirme le diagnostic le 20 mars. Le 22 mars, le bureau régional européen de l'OMS informe les états-membres de la situation, et un épidémiologiste autrichien ayant travaillé sur l'éradication de la variole en Indonésie est envoyé comme consultant pour assister les autorités yougoslaves.
Du 15 au 31 mars, cent nouveaux cas de variole apparaissent dans l'entourage familial des malades et parmi les voisins des malades hospitalisés (avant que ne soit reconnue la variole). Ce groupe constitue les cas de deuxième génération. 
Du 1er au 11 avril, on compte 14 cas supplémentaires (cas de troisième génération). Après quoi, l'épidémie se termine grâce aux mesures d'isolement prises à partir de la mi-mars. L'épidémie au Kosovo a touché 124 malades dont 26 décès.   

## Extension en dehors du Kosovo
Le 3 mars, Latif Mumdžić, un enseignant de trente ans de Novi Pazar en Serbie, qui venait de donner une conférence dans une grande école de  Đakovica, tombe malade. Il a probablement été en contact avec le patient zéro. Le 5 mars, il présente une éruption, et au centre médical local de Novi-Pazar il est traité par pénicilline. Son état ne s'améliore pas, et le 7 mars son frère l'emmène à l'hôpital de Čačak, d'où il est transféré en ambulance à l'hôpital central de Belgrade . 
Le 9 mars, Mumdžić est présenté aux étudiants en médecine et au personnel comme un cas de réaction atypique à la pénicilline, ce qui était une explication plausible de son état. Le lendemain, le patient présente de graves complications hémorragiques et il décède dans la nuit du 10 au 11 mars. Son frère présentera une éruption le 20 mars. L'alerte à la variole étant déclenchée, ce n'est que le 21 mars que l'on comprendra que Mumdžić est mort d'une variole noire, une forme hémorragique gravissime de la maladie. 
Les études épidémiologiques rétrospectives ont montré que le patient a directement infecté, au cours de ses trois hospitalisations successives, 38 personnes dont 8 décès : 30 patients et 8 membres du personnel (dont deux médecins et deux infirmières). Un foyer additionnel de quelques cas survient en Yougoslavie en dehors du Kosovo, dont un cas survenu en Allemagne, à Hanovre, chez un travailleur yougoslave migrant.  

## Mesures
La réaction du gouvernement a été rapide. La loi martiale est déclarée le 16 mars. Elle comprend des mesures telles que l'interdiction des réunions publiques, la fermeture des frontières et l'interdiction de tous les déplacements non essentiels.   
Les cordons sanitaires concernent 25 quartiers de villes ou villages où les cas sont détectés. Des hôtels sont réquisitionnés pour des quarantaines dans lesquelles 10 000 personnes susceptibles d'avoir été en contact avec le virus sont gardées par l'armée.  
Les autorités entreprennent une revaccination massive de la population, aidée par l'OMS qui envoie des experts de premier plan sur la variole, notamment Donald Henderson et Donald Francis. 
La (re)vaccination de la population commence dès le 16 mars, d'abord en anneau autour des 25 foyers, puis en anneaux de plus en plus larges jusqu'à l'échelle d'une province. Fin avril, 18 millions de personnes (95% de la population yougoslave) sont vaccinées. Des centaines de barrages routiers sont mis en place pour contrôler les certificats de vaccination. 
L'épidémie est maîtrisée en 6 semaines après le premier diagnostic de variole. Après une surveillance de 4 semaines sans nouveaux cas, la Yougoslavie est déclarée indemne de variole le 9 mai 1972.  

## Analyse
Au total, l'épidémie yougoslave a touché 175 personnes et 35 sont décédées.
L'épidémie yougoslave se distingue par une forte proportion de variole hémorragique de 10 %, alors qu'habituellement elle ne dépasse pas 1 %. Le taux de transmission est élevé, avec une moyenne de 12,8 nouvelles infections par cas. La transmission hospitalière représente 48 % des cas.
37 % des cas sont survenus chez des personnes déjà vaccinées, et la mortalité globale a été de 20 %. La distribution des âges des cas correspond à celle de la population générale, et la répartition par sexe est 57 % d'hommes et 43 % de femmes.
L'étendue de l'épidémie est liée à une proportion importante de personnes vulnérables à la maladie, le retard de diagnostic, la transmission hospitalière, l'échec de revaccination, les problèmes de communications dans la recherche des contacts, et une forme hémorragique atypique.

## Conséquences
Le gouvernement yougoslave a reçu des éloges internationaux pour la maîtrise de l'épidémie, qui a été l'une des meilleures selon Donald Henderson et l'OMS. 
L'épidémie du Moyen-Orient de 1970-1972, et son extension yougoslave, retardent le programme d'éradication mondiale de la variole ; mais cette situation permet aussi de remobiliser les soutiens à cette campagne, et de renforcer les efforts de surveillance dans tous les pays du Moyen-Orient. 
En 1982, le réalisateur serbe Goran Marković a tourné le film Variola Vera sur un hôpital en quarantaine pendant l'épidémie. En 2002, la BBC a diffusé un drame télévisé appelé Smallpox 2002, qui a été en partie inspiré par les événements. 